# Брути
Брути (слч. Bruty, мађ. Bart) насељено је мјесто са административним статусом сеоске општине (слч. obec) у округу Нове Замки, у Њитранском крају, Словачка Република.

## Становништво
| Година:    | 1994. | 2004.   | 2014.    | 2024. |
| ---------- | ----- | ------- | -------- | ----- |
| Број људи: | 734   | 681     | 605      | 605   |
| Разлика:   |       | -7,22 % | -11,16 % | +0 %  |

| Година:    | 2023. | 2024.   |
| ---------- | ----- | ------- |
| Број људи: | 608   | 605     |
| Разлика:   |       | -0,49 % |

Према подацима о броју становника из 2011. године насеље је имало 623 становника.